# Клён Максимовича
Клён Максимовича (лат. Acer maximowiczianum syn. A. nikoense Maxim.) — вид деревьев рода Клён (Acer) семейства Сапиндовые (Sapindaceae). Естественно произрастает в Китае (Аньхой, Хубэй, Хунань, Цзянси, Сычуань, Чжэцзян) и Японии (Хонсю, Кюсю, Сикоку).
Вид назван в честь Карла Ивановича Максимовича (1827—1891), российского ботаника, академика Императорской Санкт-Петербургской Академии Наук, исследователя флоры Дальнего Востока и Японии.

## Описание
Стройное листопадное дерево, достигающее 15-20 м в высоту, обычно ниже.
Кора тёмно-серая с чёрным оттенком..
Листья имеют черешки 3-5 см длиной и три листочка; листочки с гладкими краями, продолговатые, 5-15 см длиной и 3-6 см шириной, плотно покрыты мягким пухом. Плоды — твёрдые, горизонтально-распростёртые двойные крылатки, имеющие длину 3.5-6 см и ширину 1.2 см и часто бывающие бесплодными, как и у Клёна серого.
Китайская популяция иногда выделяется в отдельный подвид, A. maximowiczianum subsp. megalocarpum (Rehder) A.E.Murray, не признаваемый, однако «Флорой Китая».

## Классификация
Этот трёхлистный клён родственен таким видам как Клён трёхцветковый и Клён серый и входит в секцию Trifoliata, однако отличается от них тем, что его кора не отслаивается..
Многие старые тексты описывают этот вид под синонимическим названием A. nikoense Maxim., но так как Максимович также использовал название Negundo nikoense Miq. в синонимах, современное название признано тем же, которым этот вид именует МКБН. Микель указывал, что его Negundo nikoense это не то же растение, которое Максимович назвал этим именем и поэтому дал A. nikoense Maxim. новое название в честь Максимовича.

### Таксономия
Вид Клён Максимовича входит в род Клён (Acer) семейства Сапиндовые (Sapindaceae).
|  |                                      |  |                                                       |                                                       |                      |  | ещё 8 семейств (согласно Системе APG II) | ещё 8 семейств (согласно Системе APG II) |                      |  |  |  | ещё более 100 видов |
|  |                                      |  |                                                       |                                                       |                      |  | ещё 8 семейств (согласно Системе APG II) | ещё 8 семейств (согласно Системе APG II) |                      |  |  |  | ещё более 100 видов |
|  |                                      |  |                                                       | порядок Сапиндоцветные                                |                      |  |                                          |                                          | род Клён             |  |  |  |                     |
|  |                                      |  |                                                       | порядок Сапиндоцветные                                |                      |  |                                          |                                          | род Клён             |  |  |  |                     |
|  | отдел Цветковые, или Покрытосеменные |  |                                                       |                                                       | семейство Сапиндовые |  |                                          |                                          | вид Клён Максимовича |  |  |  |                     |
|  | отдел Цветковые, или Покрытосеменные |  |                                                       |                                                       | семейство Сапиндовые |  |                                          |                                          |                      |  |  |  |                     |
|  |                                      |  | ещё 44 порядка цветковых растений (по Системе APG II) | ещё 44 порядка цветковых растений (по Системе APG II) |                      |  |                                          | ещё 140—150 родов                        | ещё 140—150 родов    |  |  |  |                     |
|  |                                      |  |                                                       | ещё 44 порядка цветковых растений (по Системе APG II) |                      |  |                                          |                                          | ещё 140—150 родов    |  |  |  |                     |

## Культивирование
Клён Максимовича был впервые введён в культуру в 1881 году, когда его семена были завезены в питомник Вейч в Англии после того, как эти клёны обнаружены в лесах Хоккайдо Чарльз Мэриз. Эти клёны можно редко увидеть в культуре за пределами дендрариев. Самый большой экземпляр в Англии имеет высоту до 17 м и ствол 70 см в диаметре.